# Carte XQD
La carte XQD est un format de carte mémoire qui utilise un bus PCI Express pour le transfert des données.
Les cartes ne sont pas rétro-compatibles avec les cartes CompactFlash ou CFast, et malgré la similitude de nom, elles n'ont pas de rapport avec la xD-Picture Card. XQD et CFast ont toutes deux été conçues pour remplacer le standard CompactFlash de 1994.

## Historique
Le format a d'abord été annoncé en novembre 2010 par SanDisk, Sony et Nikon, et a été immédiatement repris par la CompactFlash Association pour le développement. La spécification finale a été annoncée en décembre 2011,.
XQD version 2.0 a été annoncée en juin 2012, assurant le support du PCI Express 3.0 avec des taux de transfert allant jusqu'à 8 Gbit/s (1 GB/s).
Le 7 septembre 2016 le CFA a annoncé le successeur de la carte XQD, CFexpress. Ce nouveau standard utilise le même facteur de forme et la même interface mais utilise le protocole NVMe pour des vitesses plus élevées, des latences plus faibles et une consommation plus faible.